# روشنایی‌هایی در شفق
روشنایی‌هایی در شفق (فنلاندی: Laitakaupungin valot) فیلمی فنلاندی در سبک کمدی-درام به کارگردانی آکی کائوریسماکی است که در سال ۲۰۰۶ منتشر شد.

## موضوع فیلم
در هلسینکی، یک نگهبان شیفت شب تنها درگیر حوادثی به همراه زنی خطرناک و تاجری فاسد می‌شود...